# Oxypoda juncea
Oxypoda juncea är en skalbaggsart som beskrevs av Thomas Casey 1911. Oxypoda juncea ingår i släktet Oxypoda och familjen kortvingar. Inga underarter finns listade i Catalogue of Life.